# 康烈功
康烈功（1916年2月12日—2004年5月24日），安徽金寨人，中国人民解放军将领。

## 生平
1931年参加少年先锋队，任队长。1932年，加入中国共产主义青年团，同年参加中国工农红军，1933年转入中国共产党。任红二十五军政治部宣传队队员，红三十一军第9师侦察连班长。参加了鄂豫皖苏区第四次反围剿战争和川陕苏区反三路围攻、反六路围攻。1935年5月随红四方面军长征。到陕北后，参加山城堡战役。抗日战争爆发后，任八路军第129师386旅772团排长。参加了七亘村、广阳、神头岭、响堂铺战斗。1940年任第772团连长。在百团大战中，带领全连7次完成突击任务，获第129师授予的“一等战斗”奖章。后任第772团营长、副团长。第二次国共内战时期，先后任晋冀鲁豫野战军第8纵队第23旅37团副团长、团长，第60军第179师535团团长、第178师副师长。先后参加了豫北攻势作战、晋西南战役、运城战役、临汾战役、晋中战役、太原战役、扶眉战役、秦岭战役、成都战役等。
中华人民共和国成立后，任川西军区绵阳军分区副司令员、司令员，海军青岛水警区司令员。1957年于海军军事学院毕业后，任海军旅顺基地副司令员。1955年，获三级八一勋章、二级独立自由勋章、二级解放勋章。1964年，任中国人民解放军少将。1966年任中国人民解放军海军福建基地司令员。1969年，任政治委员。1976年起任烟台基地司令员，北海舰队司令部顾问，北海舰队顾问。1988年获一级红星功勋荣誉章。2004年5月24日在青岛逝世。